# Mesothriscus hawaiiensis
Mesothriscus hawaiiensis är en skalbaggsart som beskrevs av Sharp 1903. Mesothriscus hawaiiensis ingår i släktet Mesothriscus och familjen jordlöpare. Inga underarter finns listade i Catalogue of Life.